# Allophylus delicatulus
Allophylus delicatulus là một loài thực vật có hoa trong họ Bồ hòn. Loài này được Verdc. mô tả khoa học đầu tiên năm 1998.